# Champions League
Champions League bezeichnet in zahlreichen Sportarten ausgetragene multinationale Sportveranstaltungen. Die Teilnehmer sind meist die erfolgreichsten Teilnehmer an nationalen Sportveranstaltungen. Ausrichter sind regelmäßig die kontinentalen Sportverbände.
Die Bezeichnung wurde erstmals im europäischen Fußball verwendet. In der Saison 1992/93 wurde der bisherige Europapokal der Landesmeister unter der neuen Bezeichnung ausgetragen. Nach dem Erfolg der UEFA Champions League wurde die Bezeichnung auch auf anderen Kontinenten und in anderen Sportarten aufgegriffen. Dabei wurden häufig bestehende Wettbewerbe nur unter neuem Namen und teilweise angepassten Modus fortgeführt. 